# Álex Zendejas
Alejandro „Álex” Zendejas Saavedra (ur. 7 lutego 1998 w Ciudad Juárez) – meksykańsko-amerykański piłkarz występujący na pozycji skrzydłowego, reprezentant Stanów Zjednoczonych i były reprezentant Meksyku, od 2022 roku zawodnik meksykańskiej Amériki.

## Kariera klubowa
Zendejas urodził się w meksykańskim mieście Ciudad Juárez, lecz jeszcze jako dziecko przeprowadził się do El Paso w stanie Teksas. Jest wychowankiem FC Dallas El Paso – tamtejszej filii akademii juniorskiej klubu FC Dallas, zaś do centralnego ośrodka młodzieżowego przeniósł się w wieku czternastu lat. W 2014 roku, jako jeden z najbardziej uzdolnionych juniorów w kraju, spędził semestr w prowadzonej przez amerykańską federację akademii IMG Soccer Academy w Bradenton na Florydzie. W październiku 2014 podpisał pierwszy profesjonalny kontrakt z Dallas, zaś kilka miesięcy później został włączony przez szkoleniowca Óscara Pareję do pierwszej drużyny. W Major League Soccer zadebiutował jako 1 maja 2015 w wygranym 4:1 spotkaniu z Houston Dynamo. W swoim premierowym sezonie – 2015 – zajął z Dallas pierwsze miejsce w konferencji zachodniej, pełniąc niemal wyłącznie rolę rezerwowego.
W czerwcu 2016 Zendejas za sumę pół miliona dolarów przeniósł się do meksykańskiego zespołu Chivas de Guadalajara. W tamtejszej Liga MX zadebiutował 6 sierpnia 2016 w zremisowanej 0:0 konfrontacji z Querétaro.
| Sezon     | Klub                  | Kraj              | Rozgrywki           | Mecze | Bramki |
| --------- | --------------------- | ----------------- | ------------------- | ----- | ------ |
| 2015      | FC Dallas             | Stany Zjednoczone | Major League Soccer | 8     | 0      |
| 2016/2017 | Chivas de Guadalajara | Meksyk            | Liga MX             |       |        |

## Kariera reprezentacyjna
W październiku 2015 Zendejas został powołany przez Richiego Williamsa do reprezentacji Stanów Zjednoczonych U-17 na Mistrzostwa Świata U-17 w Chile. Tam miał niepodważalne miejsce w wyjściowym składzie i rozegrał wszystkie trzy spotkania w pełnym wymiarze czasowym, lecz jego kadra zanotowała w nich remis i dwie porażki, wobec czego zajęła ostatnie miejsce w grupie i nie zakwalifikowała się do fazy pucharowej.